# Trutnov
Trutnov (in tedesco Trautenau) è una città della Repubblica Ceca, capoluogo del distretto omonimo, nella regione di Hradec Králové.

## Geografia fisica
La città è situata su un colle ai piedi della montagna Krkonoše, che fa parte della catena montuosa dei Monti dei Giganti. Si trova ad un'altitudine di circa 487 metri s.l.m.. Vicino alla località di Trutnov scorre il fiume Úpa.
I comuni limitrofi sono Dolni Stare Mesto, Volanov, Oblanov, Stare Buky e Prostredni Stare Buky ad ovest, Horni Stare Mesto, Libec, Kalna Voda, Nove Voletiny e Babi a nord, Chriblice, Voletiny e Porici ad est e Bojiste, Novy Rokytnik, Stritez, Stary Rokytnik, Horni Stare Buky e Hainhof a sud.

## Storia
La prima menzione scritta di questo paese risale al 1260. Per sviluppare il raccolto agricolo, il re di Boemia Venceslao I decise di fondare questo insediamento sulle rive del fiume Úpa. La prima menzione del nome tedesco Trautenau, da cui è derivato il nome moderno Trutnov, è da un documento del re Venceslao II di Boemia del 1301. Verso la XIV secolo Trutnov prestò le sue grandi doti militari al fine di proteggere la Boemia. Resistette a tutti gli attacchi, tolti quello della crociata Hussita e un assedio svedese dal 1642 al 1647, durante la guerra dei trent'anni. Essa, inoltre, è stata il sito della battaglia di Trautenau nel 1866 nel corso della guerra austro-prussiana.
L'industrializzazione della città è partita nel XIX secolo. Quella tedesca fu l'etnia prevalente nella città, fino al 1945, quando tutti i tedeschi furono espulsi.
Dal 1999 vi si svolge, a cadenza annuale, il festival musicale Obscene Extreme.

## Suddivisioni locali
La città è suddivisa in 21 frazioni: Adamov, Babí, Bohuslavice, Bojiště, Dolní Předměstí, Dolní Staré Město, Horní Předměstí, Horní Staré Město, Kryblice, Lhota, Libeč, Nový Rokytník, Oblanov, Poříčí, Starý Rokytník, Střední Předměstí, Střítež, Studenec, Vnitřní Město, Volanov e Voletiny.

## Galleria d'immagini

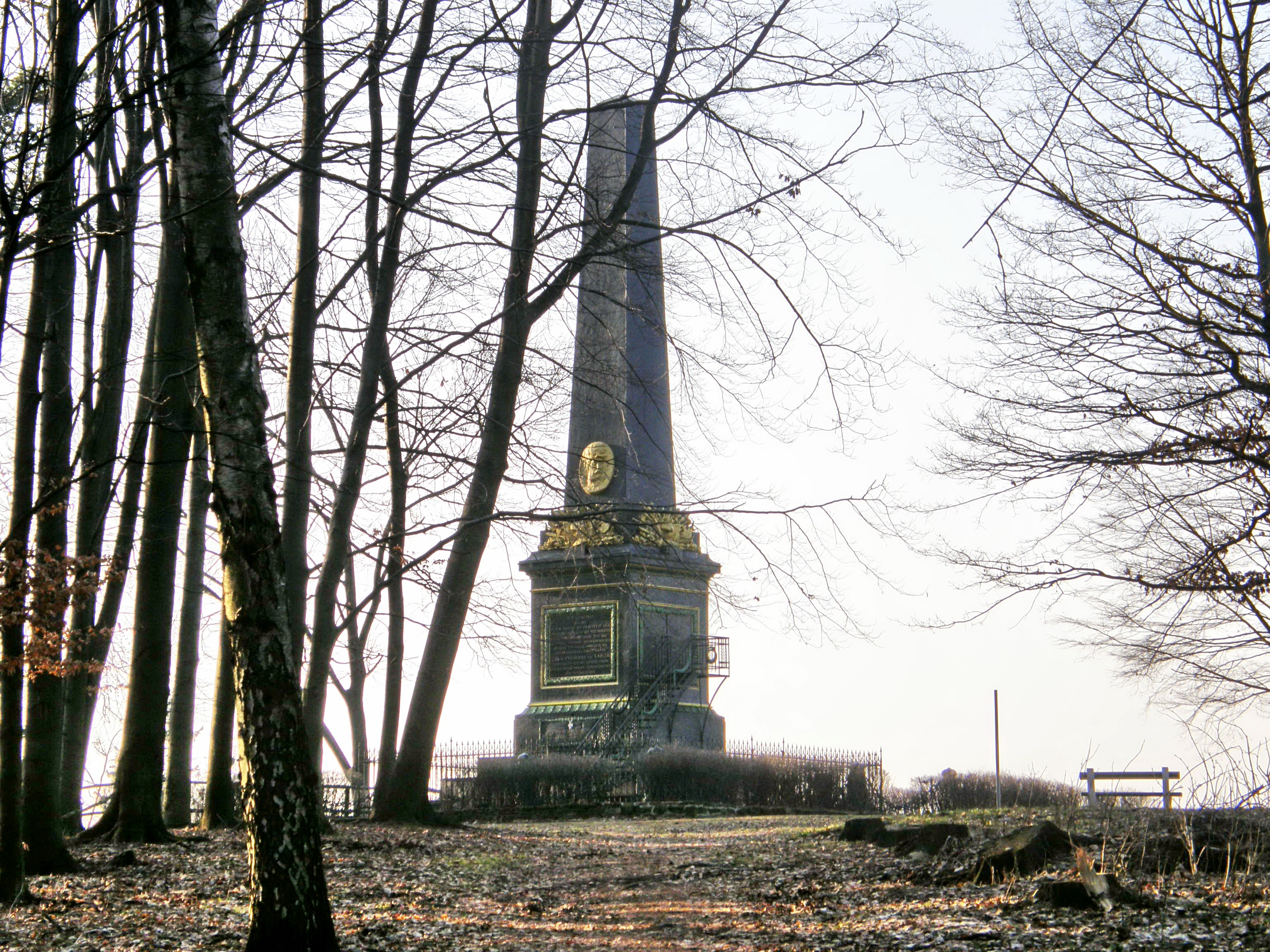
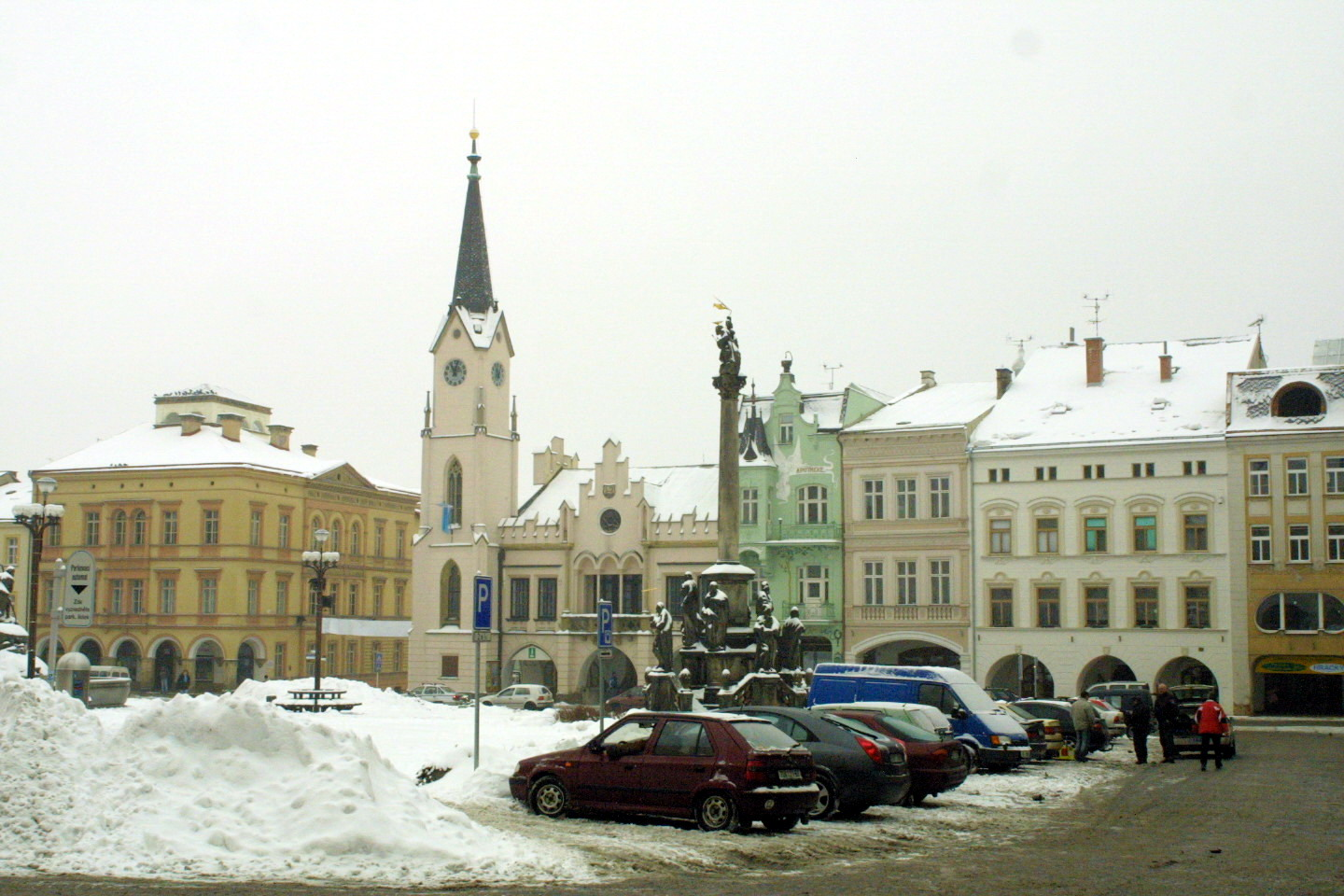
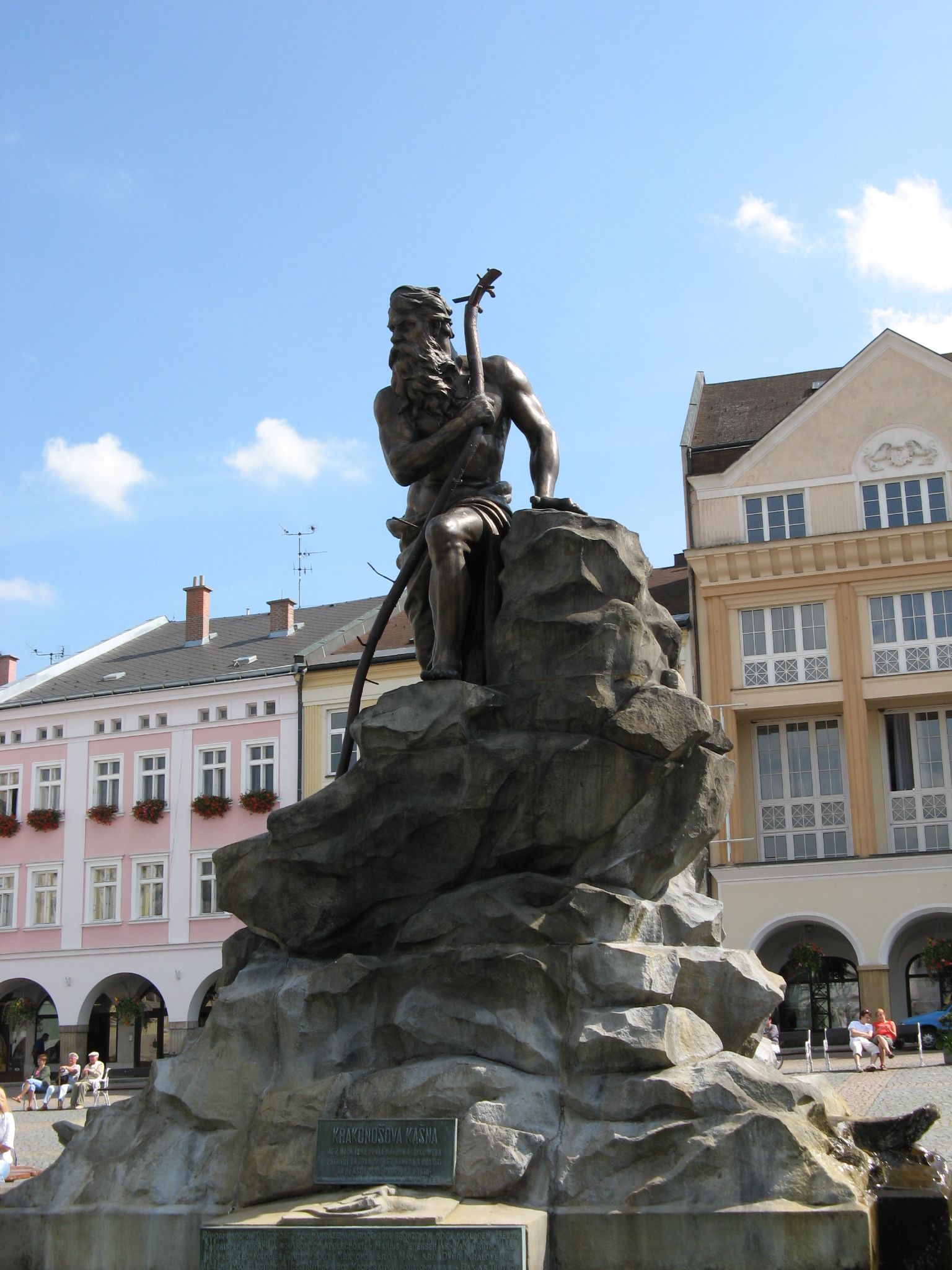
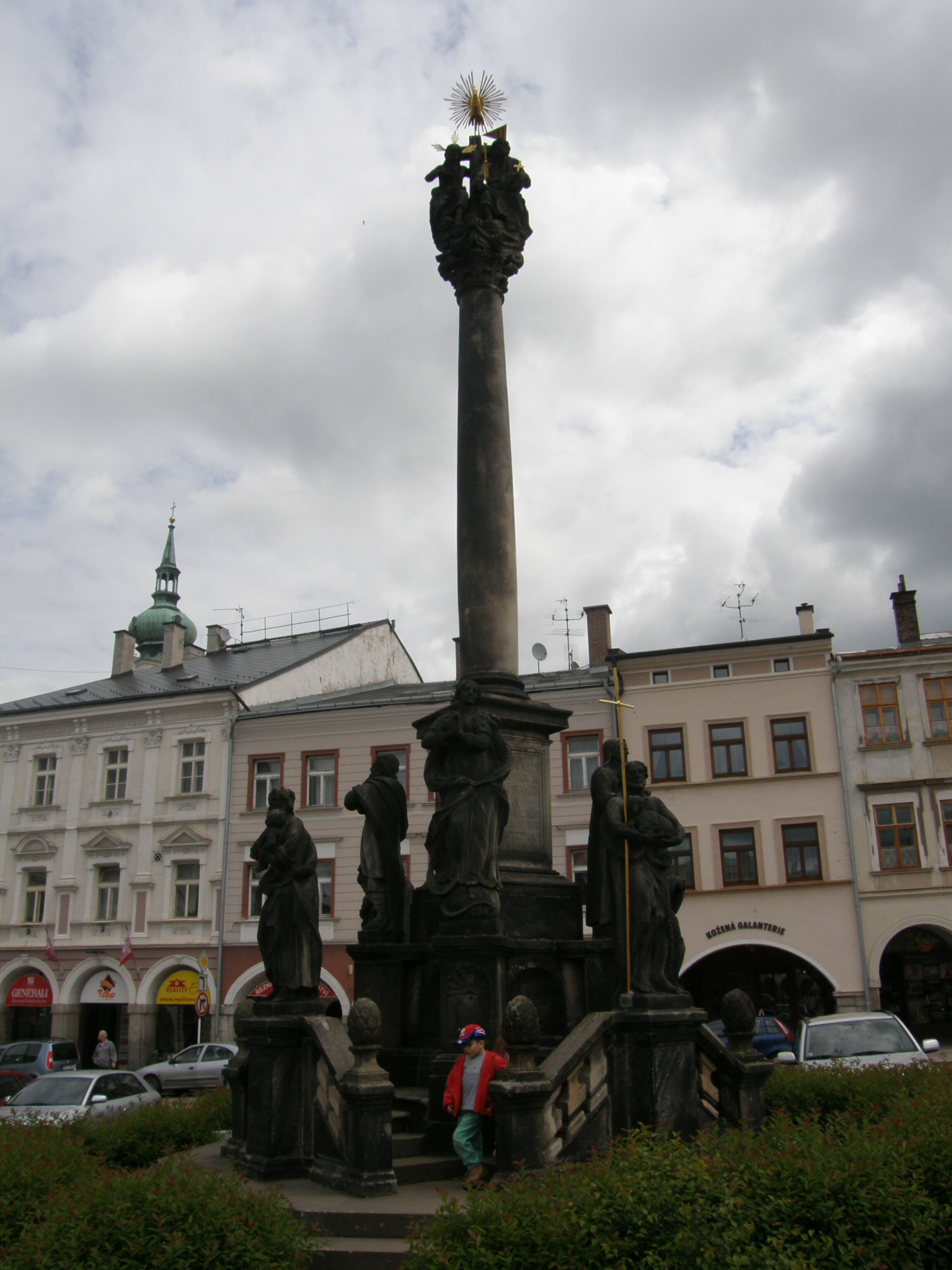
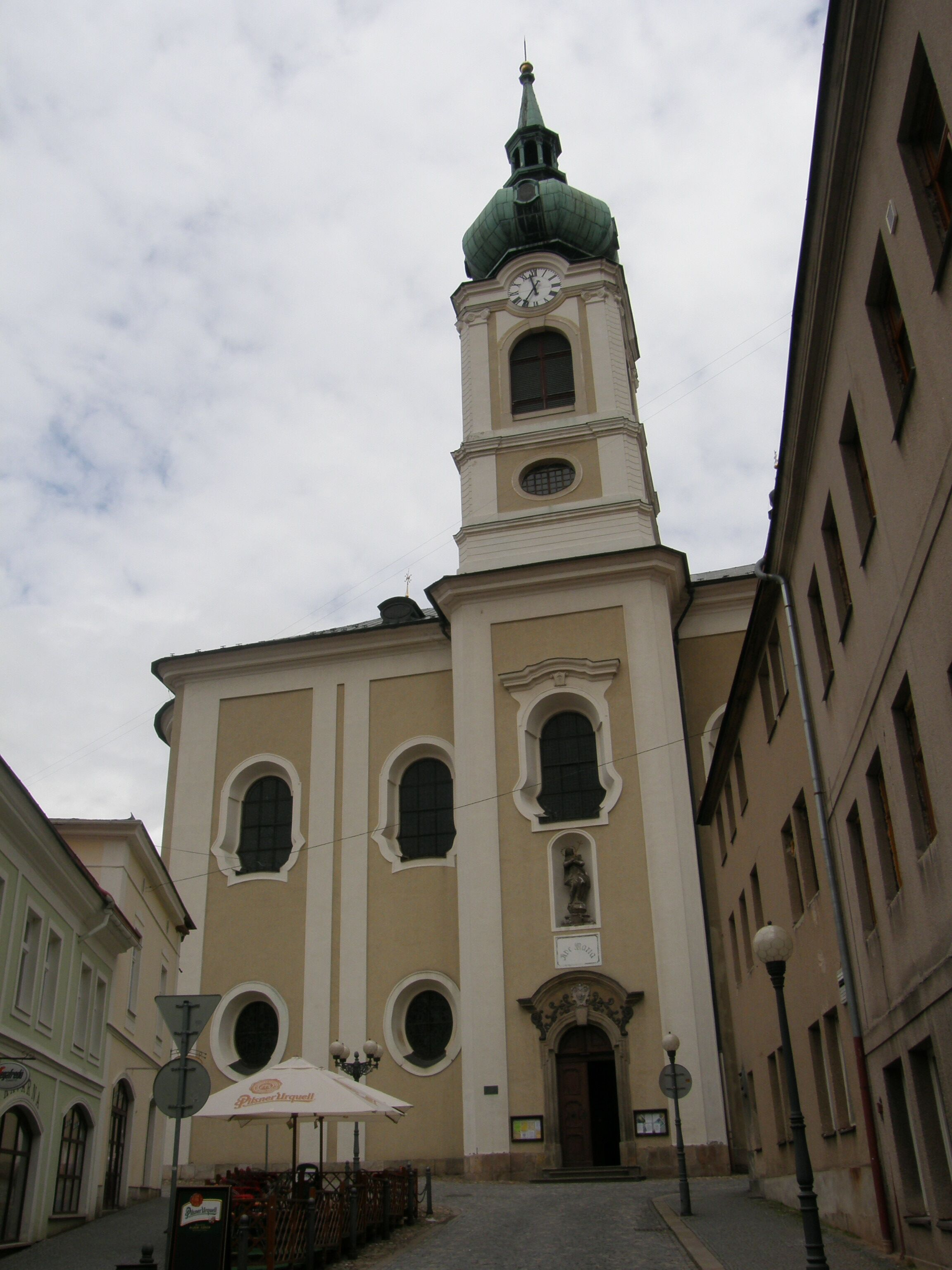
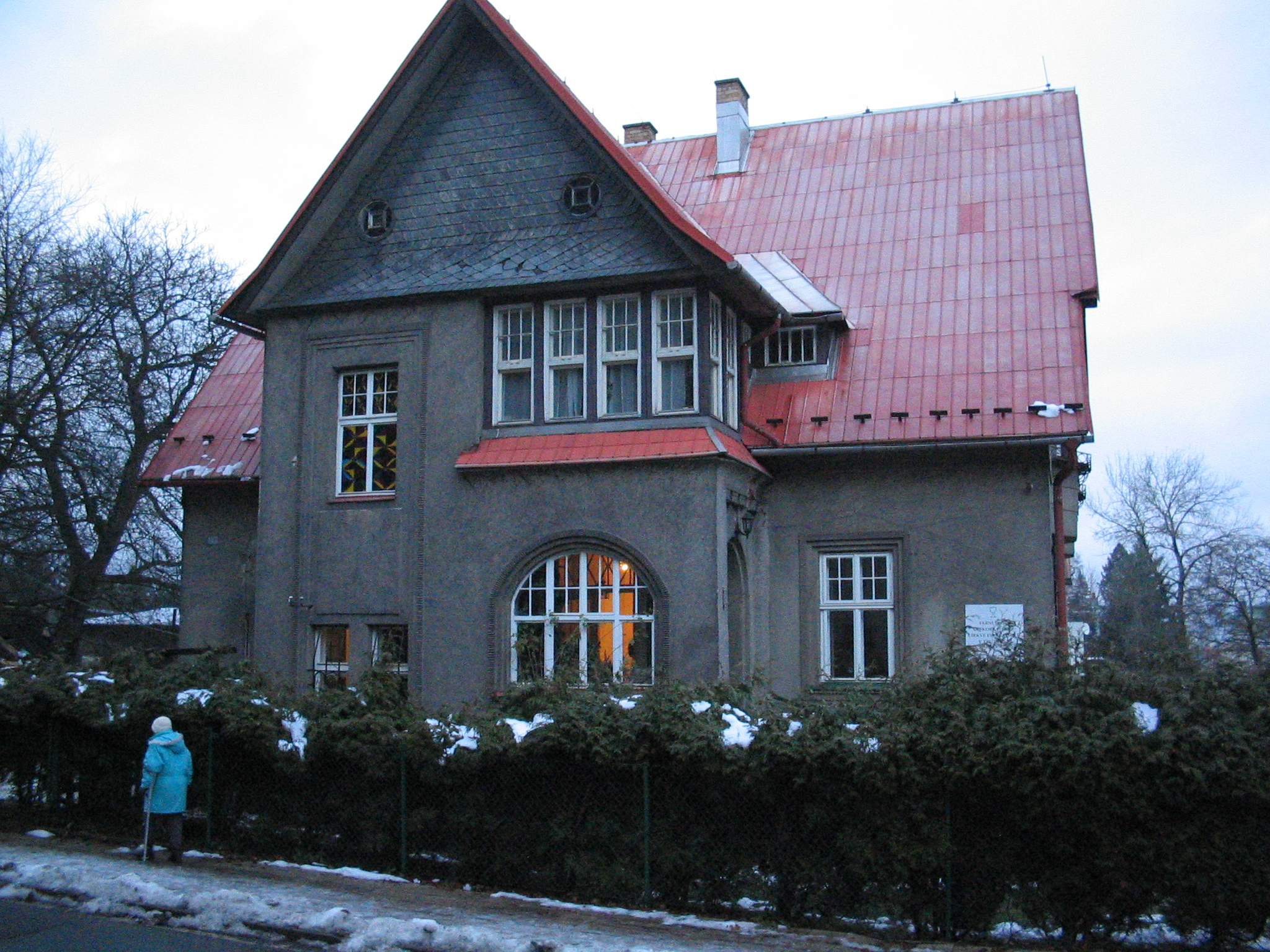
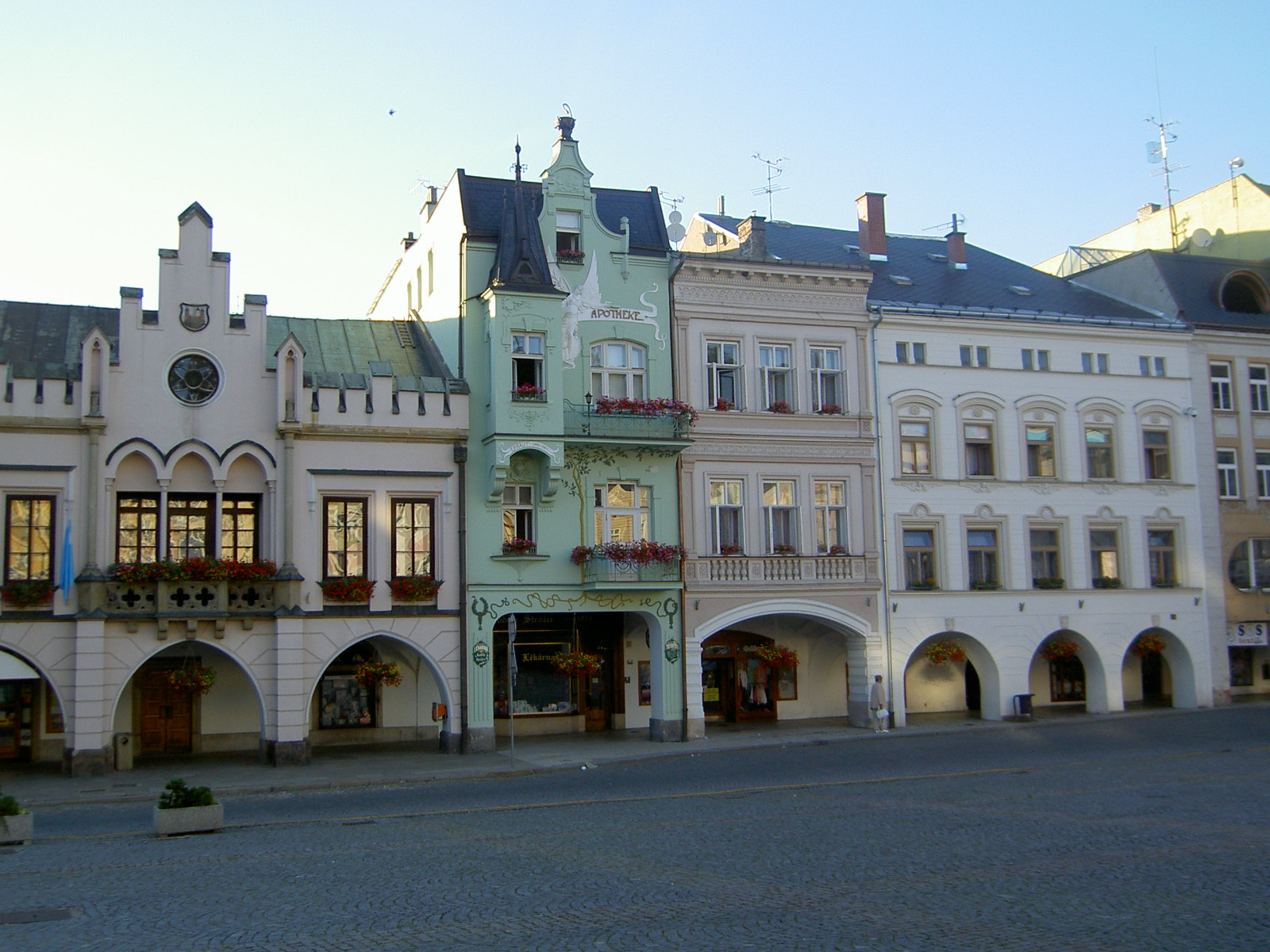
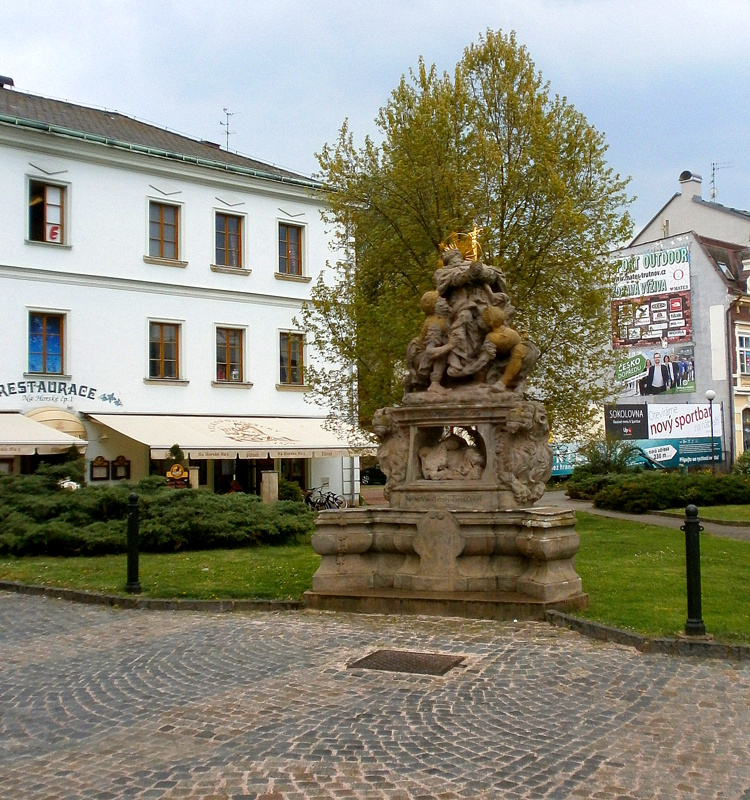
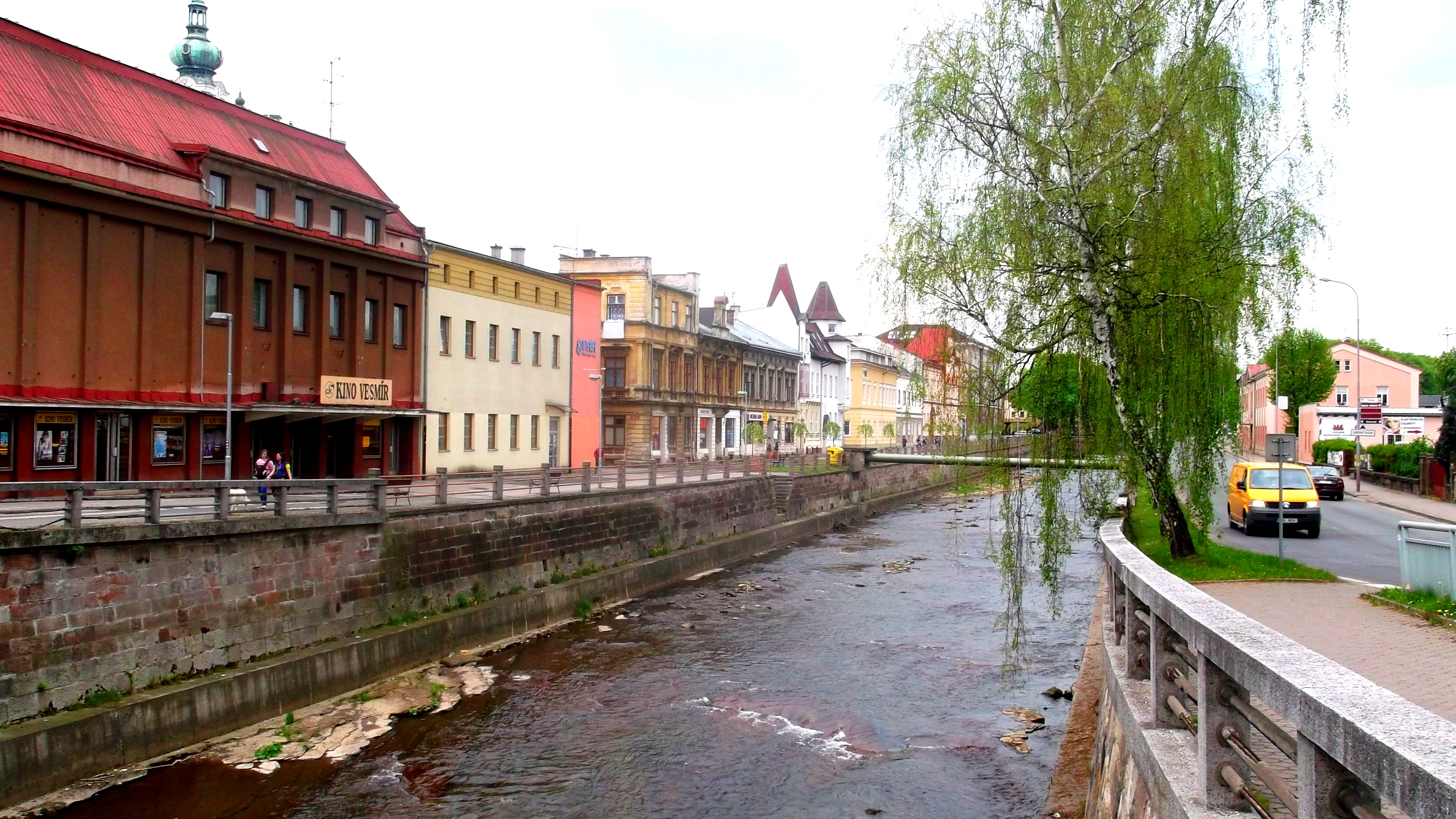

## Amministrazione

### Gemellaggi
- Kępno
- Kamienna Góra
- Świdnica
- Strzelin
- Senica
- Lohfelden